# 庐山黄维别墅
庐山黄维别墅位于中国江西省九江市庐山莲谷路38号，原门牌号码为“16A”。1987年4月13日由庐山风景名胜区管理局列为庐山风景名胜区文物保护单位。
1933年，黄维担任庐山军官训练团第三营营长，为少将军衔，他在庐山购买了一栋别墅。随后赴德国考察。二战后1946年8月黄维重返庐山，时任联合后勤总司令部副总司令。1947年将旧别墅拆除，动用工兵，在原址上另盖一栋新别墅，至1947年底完成。主楼单层，建筑面积339平方米。黄维自1947年10月离开庐山后，1948年出任第十二兵团司令，1948年12月，在徐蚌会战中被俘。直到1985年才第一次见到他的别墅。